# Amelia
För andra betydelser, se Amelia (olika betydelser).

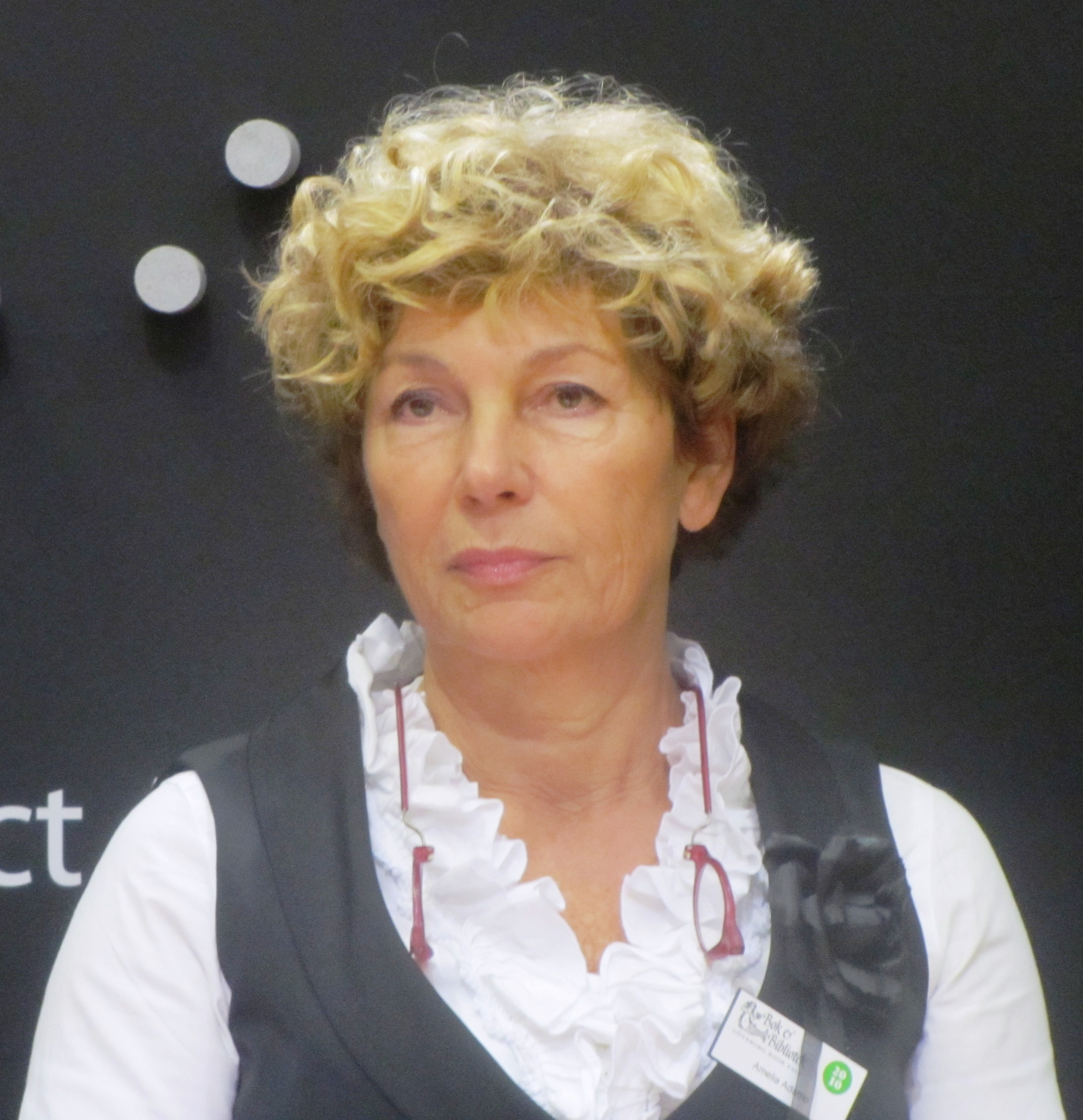
Amelia Adamo

Amelia är en engelsk form av det ursprungligare kvinnonamnet Amalia som betyder verksam. Det kan också ha uppkommit genom en blandning av namnen Emilia och Amalia.
Den engelske författaren Henry Fielding sägs vara den som bildade namnet till sin roman Amelia (1751). Dock hade liknande namn, som Meelia, Amaly och Aemelia, funnits sedan 1600-talet.
Namnet har funnits i Sverige sedan början av 1800-talet. Den 31 december 2014 fanns det totalt 2 494 kvinnor folkbokförda i Sverige med namnet Amelia, varav 1 749 bar det som tilltalsnamn.
Namnsdag i Sverige: saknas. I den finlandssvenska namnsdagslängden har Amelia namnsdag 19 maj sedan 2020.

## Personer med namnet Amelia
- Prinsessan Amelia av Storbritannien, brittisk prinsessa
- Amelia Andersdotter, svensk politiker, Europaparlamentariker 2009–2014.
- Amelia Adamo, svensk chefredaktör och grundare av tidskriften Amelia
- Amelia Bloomer, amerikansk dräktreformator, kvinnorätts- och nykterhetsaktivist.
- Amelia Earhart, amerikansk pilot
- Amelia Edwards, brittisk författare
- Amelia Piccinini, italiensk friidrottare